# زن خون‌آشام (فیلم ۱۹۷۵)
زن خون‌آشام (انگلیسی: Female Vampire) یک فیلم سکسنتفاعی در ژانر ترسناک، اِروتیک به کارگردانی خسوس فرانکو است که در سال ۱۹۷۵ منتشر شد. از بازیگران آن می‌توان به لینا رومای، جک تیلور، آلیس آرنو و مونیکا سوین اشاره کرد.